# سیارک ۱۶۱۳۲
سیارک ۱۶۱۳۲ (به انگلیسی: 16132 Angelakim، نامگذاری:1999XH99) شانزده هزار و صد و سی و دومین سیارک کشف شده‌است که در ۷ دسامبر ۱۹۹۹ کشف شد.
قدر مطلق سیارک برابر ۲۰.۴ است.